# Sandur (îles Féroé)
Pour les articles homonymes, voir Sandur (homonymie).
La commune de Sandur est une commune des îles Féroé se situant sur la partie centrale de l'île de Sandoy.
La commune est centrée sur la ville de Sandur situé sur la côte de l'île.

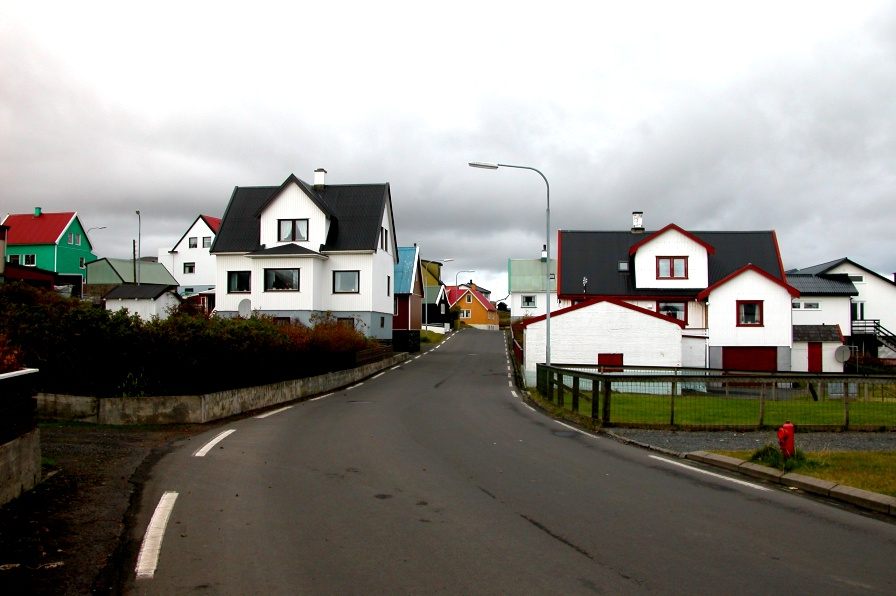
Sandur – Vue